# Lycée Antoine-de-Saint-Exupéry (La Rochelle)
Vous pouvez aider à l'améliorer ou bien discuter des problèmes sur sa page de discussion.
- Son texte doit être wikifié : il ne correspond pas à la mise en forme Wikipédia (style, typographie, liens internes, liens entre les wikis, etc.). (Marqué depuis octobre 2022)
- Son ton est trop promotionnel ou publicitaire, voire hagiographique. Le texte doit adopter un ton neutre et encyclopédique. (Marqué depuis octobre 2022)
- Il n’est pas rédigé dans un style encyclopédique. (Marqué depuis octobre 2022)

Pour les articles homonymes, voir Lycée Antoine-de-Saint-Exupéry et Saint-Exupéry (homonymie).
Le lycée Antoine-de-Saint-Exupéry est un lycée situé à La Rochelle (Charente-Maritime, France), et baptisé en hommage à Antoine de Saint-Exupéry. Ayant ouvert ses portes en 1988, c’est le lycée public le plus récent de la ville

## Architecture et Environnement

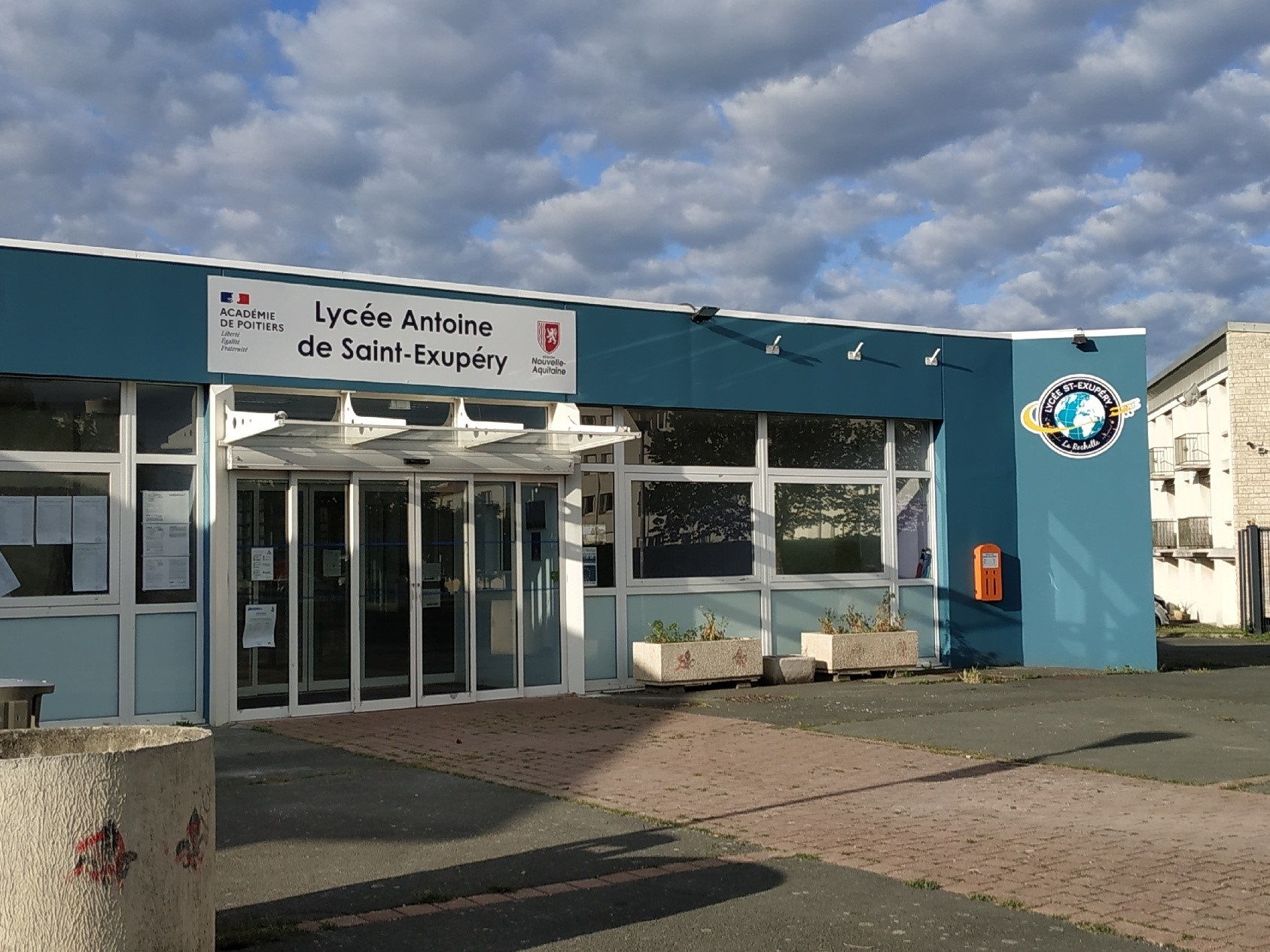
Entrée principale

Le lycée a la particularité de reprendre les locaux d'un collège et d'une école primaire, ce qui fait que plusieurs architectures se côtoient à la suite des différents agrandissements. L’établissement est étendu, majoritairement de plain-pied, seul le bloc scientifique (2 étages) et l’internat (1 étage et demi) sont en hauteur.
Fin 2006, le Conseil d’administration du lycée a décidé de renommer les différentes cours du lycée avec des titres d’œuvres d’Antoine de Saint-Exupéry, à savoir Citadelle, Courrier sud, Terre des hommes, Le Petit Prince et Vol de nuit. Les élèves peuvent profiter de larges espaces de verdures notamment dans les cours Citadelle, Le Petit Prince et Courrier sud. Le lycée est non-fumeur.
Depuis 2010, les élèves bénéficient d’un foyer : la maison des lycéens, avec une salle de répétition musicale et un studio radiophonique. 

## Accès
Le lycée se trouve dans le quartier populaire de Port Neuf, allée de Lattre de Tassigny. Situé à moins de 200 mètres de l’océan Atlantique, ce qui offre un point de vue sur la mer (Fort Boyard, Phare du bout du monde), notamment depuis le réfectoire, ainsi que depuis le bâtiment scientifique.

## Formations
Le lycée accueille environ 1 000 élèves et étudiants chaque année. 
Il propose 8 spécialités en voie générale : 
- Histoire géographie, géopolitique et sciences politiques
- Humanités, littérature et philosophie
- Langues, littératures et cultures étrangères et régionales (anglais ou espagnol)
- Littératures et langues et cultures de l'Antiquité (latin)
- Mathématiques
- Physique Chimie
- Sciences de la Vie et de la Terre
- Sciences Economiques et Sociales

Et trois spécialités en voie technologique STMG :
- Gestion et finance
- Mercatique
- Ressources humaines et communication

Le lycée offre un l'éventail de langues proposées : 
- Allemand
- Anglais
- Chinois
- Espagnol
- Japonais
- Italien
- Latin

Ces enseignements sont accompagnés de partenariats et jumelage avec plusieurs lycées en Europe, permettant l'organisation de voyages scolaires réguliers en Espagne, Italie, au Royaume-Uni,... notamment avec le programme Erasmus +

L'autre versant est la présence de sections sportives :
- Section sportive Basketball (filles et garçons)
- Section sportive Ultimate (filles et garçons)
- Classe sport-études, notamment en Rugby avec le Pôle espoir du Stade Rochelais[2] et en beach volley avec le Ré Beach Club de St Martin de Ré (https://rebeachclub.com/)

Des ateliers artistiques (théâtre, improvisation, parcours du spectateur, journal du lycée, clubs radio, k-pop, cosplay, musique,...) complètent le quotidien des lycées. 

Enseignement supérieur :
Le lycée propose aussi deux filières en BTS :
- BTS Commerce International, avec la spécificité des nombreuses langues vivantes accessibles au lycée,
- BTS Négociation et Digitalisation de la Relation Client NDRC, accessible en voie scolaire et par apprentissage (rentrée 2022).

Et une CPGE en partenariat avec l'Université de La Rochelle : 
- CPGE Économie et Commerce en voie Générale (ECG).

## Ouverture internationale

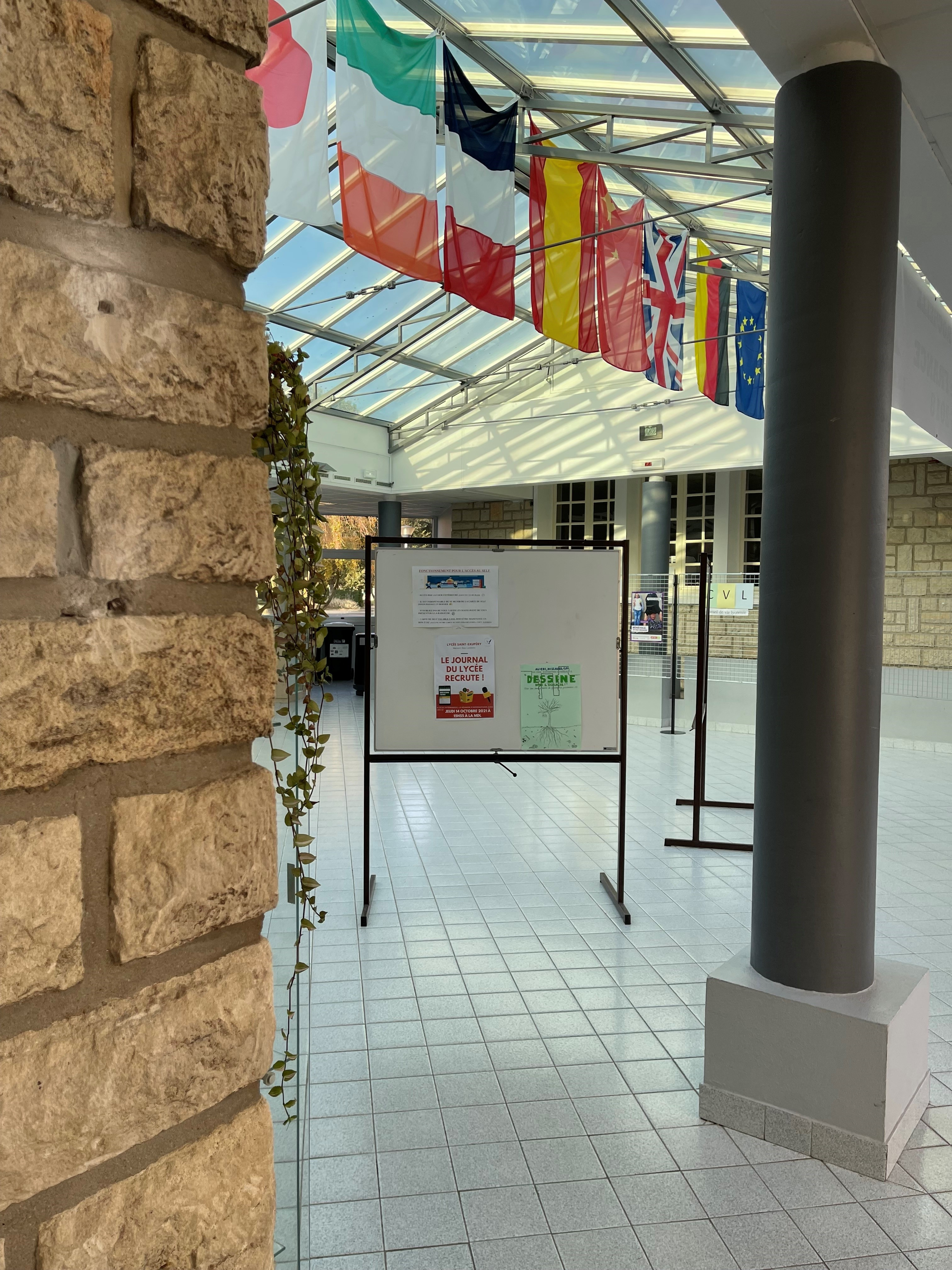
Hall du lycée

Le lycée a été souvent récompensé par des mentions pour les projets Etwinning organisés par les professeurs.
Il a reçu le label Euroscol à la rentrée 2022, décerné en raison des nombreux projets européens mis en place, voyages, échanges et projets multilatéraux avec des établissements scolaires européens, avec la mention "Réseau Ouvert Sur l'Europe".

## Vie lycéenne

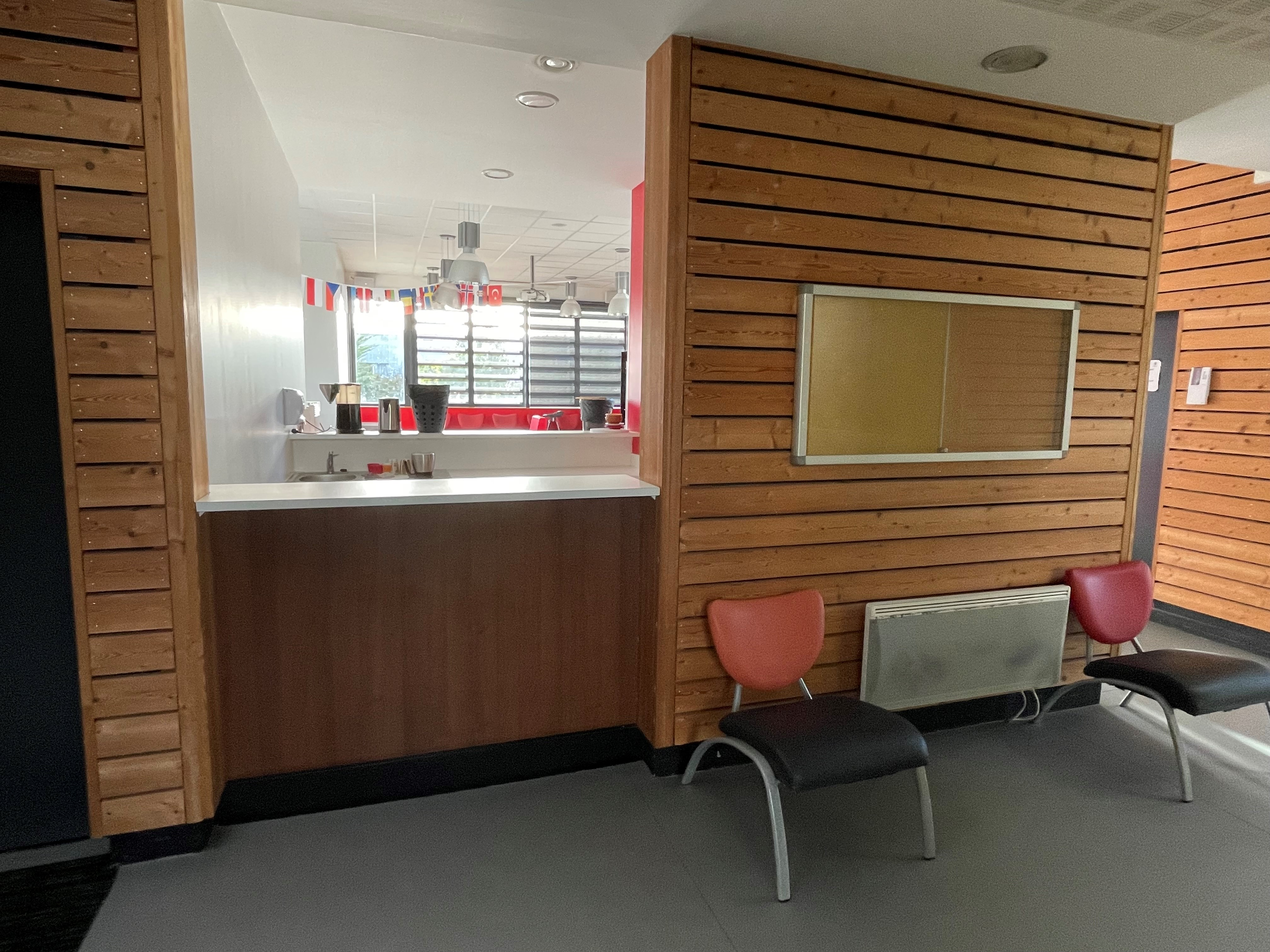
MDL St Exupéry

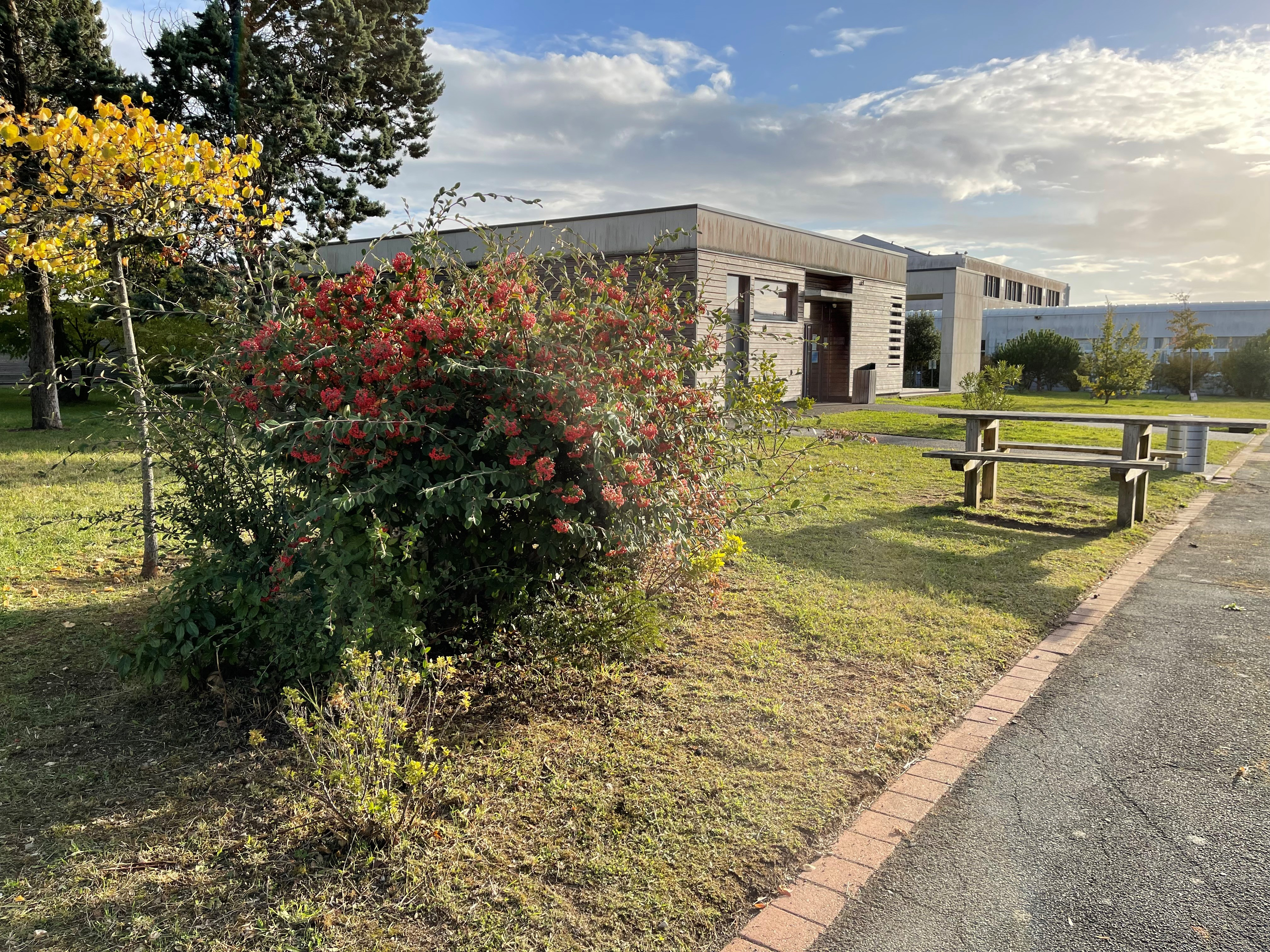
Maison des Lycéens St Exupéry (extérieur)

Une Maison Des Lycéens association loi de 1901 a été créée au sein du lycée pour gérer, aider à la création de club ou d'activités périscolaires. L'association Club Radio créée en 2005 publie l'émission Ex'cetera de radio du lycée, diffusée sur Radio Collège (95.9 FM autour de La Rochelle). De nombreuses personnalités sont passées dans l'émission comme Guy Marchand, Anna Karina, Juliette Binoche, Michel Piccoli, Roman Polanski, Ségolène Royal, Marie Gillain, Gad Elmaleh, Pierre Etaix lors du 38e Festival international du film de La Rochelle. C'est d'ailleurs au micro de l'émission que la présidente de la région Poitou-Charentes avait pour la première fois proposé la reprise de l’émission de France 5 "Arrêt sur image" en juillet 2007.
Le lycée est labellisé "Etablissement en démarche de développement durable" depuis 2017, et a obtenu le label Expert en janvier 2025.

## Internat
Le lycée possède un internat. C'est le bâtiment le plus récent du lycée, construit pour 150 places et qui accueille également des internes du Lycée Maritime et Aquacole voisin. Construit sur un étage et demi avec des chambres avec mezzanine, on trouve au rez-de-chaussée l'infirmerie, la salle d'étude, une salle de loisirs (billard, baby foot, télévision).  